# Kumiko Gotō
Kumiko Gotō (後藤 久美子?, Gotō Kumiko; Tokyo, 26 marzo 1974) è un'attrice giapponese.

## Carriera
Ha recitato fra il 1987 ed il 1995 ed è principalmente nota per aver interpretato il ruolo di Izumi nella serie di film Otoko wa tsurai yo. È inoltre comparsa nel film City Hunter - Il film, ispirato al manga di Tsukasa Hōjō.

## Filmografia

### Cinema
- Rabu sutori o kimini, regia di Shin'ichirō Sawai (1988)
- City Hunter - Il film (城市獵人, Sing si lip yan), regia di Wong Jing (1993)

## Vita privata
È la moglie dell'ex pilota di Formula 1 Jean Alesi, con il quale ha avuto i suoi tre figli, Giuliano, Helena e John.